# 大沢元一
大沢元一（おおさわ げんいち、1972年 - ）は、日本の財務官僚。主計局総務課長。父は元衆議院議員、国土庁地方振興局長、自治大学校長、消防庁次長、岐阜県副知事の岩崎忠夫。

## 来歴
東京都出身。開成高等学校、東京大学法学部卒業。1995年 大蔵省入省。国際金融局総務課配属。1996年5月 国際金融局金融業務課。約20年ぶりとなる外為法の大改正は､「金融ビッグバン」のフロントランナー（第1走者）として提唱されたものであった。法改正の条文の起草にも取り組んでいた。1997年6月からハーバード大学へ留学。1999年7月 主計局総務課企画係長兼主計局調査課調査第三係長。着任日深夜から翌日の審議のための資料づくりと格闘した。2001年1月6日 財務省主計局総務課企画係長兼主計局調査課調査第三係長。2007年7月 主計局総務課長補佐。2009年7月 主計局主計官補佐（厚生労働第三係主査）。医療関連予算約8.7兆円の査定を担当。2010年7月 主計局主計官補佐（厚生労働総括、第一係主査）。2012年8月24日 主計局総務課長補佐（企画）兼主計局総務課予算企画室長。2018年7月2日 菅内閣官房長官秘書官（事務担当）。2020年9月16日 菅内閣総理大臣秘書官（事務担当）。2021年10月4日 主計局調査課長。2022年7月1日 主計局主計官（厚生労働、社会保障総括担当）。2023年7月4日 主計局総務課長兼主計局法規課長。同年7月7日 主計局総務課長。

## 略歴
- 1995年4月：大蔵省入省。国際金融局総務課配属[3][4]。
- 1996年5月：国際金融局金融業務課。
- 1997年6月：国際金融局付（ハーバード大学留学）。
- 1999年7月：主計局総務課企画係長 兼 主計局調査課調査第三係長[6]。
- 2001年1月6日：財務省主計局総務課企画係長 兼 主計局調査課調査第三係長。
- 2001年7月：国税庁長官官房人事課長補佐。
- 2002年：厚生労働省保険局保険課長補佐。
- 2004年7月：金融庁総務企画局課長補佐。
- 2007年7月：主計局総務課長補佐。
- 2008年7月：主計局主計官補佐（文部科学係主査）。
- 2009年7月：主計局主計官補佐（厚生労働第三係主査）。
- 2010年7月：主計局主計官補佐（厚生労働総括、第一係主査）。
- 2012年8月24日：主計局総務課長補佐（企画） 兼 主計局総務課予算企画室長。
- 2014年7月4日：外務省在ニューヨーク日本総領事館領事。
- 2017年7月10日：主税局税制第一課主税企画官。
- 2018年7月2日：大臣官房付、菅内閣官房長官秘書官（事務担当）。
- 2020年9月16日：菅内閣総理大臣秘書官（事務担当）。
- 2021年10月4日：主計局調査課長。
- 2022年7月1日：主計局主計官（厚生労働、社会保障総括担当）。
- 2023年7月4日：主計局総務課長 兼 主計局法規課長。
- 2023年7月7日：主計局総務課長。